# Festival du cinéma nordique de Rouen
Le Festival du cinéma nordique est un ancien festival de cinéma créé en 1988 par le réalisateur et directeur de salles Jean-Michel Mongrédien et son épouse Isabelle Duault, d'origine norvégienne,.
Consacré au cinéma nordique, il se tenait chaque année à Rouen, en Normandie, au mois de mars. Il mettait en concurrence une sélection de longs métrages de pays d'Europe du Nord (Danemark, Finlande, Islande, Norvège et Suède). Depuis 1990 les pays baltes participaient aussi à la sélection officielle (Estonie, Lituanie et Lettonie) ainsi que les Pays-Bas et la Belgique depuis 1998.
En décembre 2010, à la suite d'un différend avec la municipalité de Rouen, les organisateurs annoncent la fin du festival,,.

## Palmarès

### Grand Prix du jury
- 1988 : Le Festin de Babette, de Gabriel Axel ( Danemark)
- 1989 : Splendeur et misère de la vie humaine, de Matti Kassila ( Finlande)
- 1990 : L'Observateur, d'Arvo Iho ( Estonie)
- 1991 : L'Anniversaire de Kaj, de Lone Scherfig ( Danemark)
- 1992 : Le Jour de la grande baignade, de Stellan Olsson ( Danemark)
- 1993 : Ingalo, d'Ásdis Thoroddsen ( Islande)
- 1994 : Dis, Papa, de René Bjerke ( Norvège)
- 1995 : Croix de bois, croix de fer (Ti kniver i hjertet), de Marius Holst ( Norvège)
- 1996 : Le Dernier Mariage, de Markku Pölönen ( Finlande)
- 1997 : Hamsun, de Jan Troell ( Danemark)
- 1998 : Un collier de dents de loup, d'Algimantas Puipa ( Lituanie)
- 1999 : When the Light Comes, de Stijn Coninx ( Pays-Bas)
- 2000 : Le Cinquième Hiver du magnétiseur (Magnetisørens femte vinter), de Morten Henriksen ( Danemark)
- 2001 : 101 Reykjavik, de Baltasar Kormakur ( Islande)
- 2002 : La Dérive, de Michiel van Jaarsveld ( Pays-Bas)
- 2003 : Nói albínói, de Dagur Kári ( Islande -  Allemagne)
- 2004 : Tombé du ciel, de Gunnar Vikene ( Norvège)
- 2005 : Uno, d'Aksel Hennie et John Andreas Andersen ( Norvège)
- 2006 : Dans tes bras, de Kristina Humle ( Suède)
- 2007 : Reprise, de Joachim Trier ( Norvège)
- 2008 : Liberté provisoire, de Erik Clausen ( Danemark)
- 2009 : Pause déjeuner, de Eva Sørhaug ( Norvège)
- 2010 : Upperdog, de Sara Johnsen ( Norvège)